# Hiệp ước hữu nghị, hợp tác và tương trợ giữa Nga, Lugansk và Donetsk
Vào ngày 21 tháng 2 năm 2022, hiệp ước hữu nghị, hợp tác và tương trợ giữa Nga và CHND Donetsk cùng với hiệp ước hữu nghị, hợp tác và tương trợ giữa Nga và CHND Lugansk đã được kí kết giữa Nga, CHND Donetsk và CHND Lugansk, có hiệu lực từ ngày 25 tháng 2 năm 2022, có thời hạn là mười năm và tự động gia hạn trong năm năm. Hiệp ước đảm bảo sự hợp tác trên các lĩnh vực kinh tế, xã hội, nhân đạo, làm cơ sở pháp lí cho sự hiện diện của lực lượng quân đội Nga tại các quốc gia này nhằm duy trì an ninh và hòa bình khu vực.

## Bối cảnh
Ngày 21 tháng 2 năm 2022, tổng thống Nga Vladimir Putin ký sắc lệnh công nhận nền độc lập của CHND Donetsk và CHND Lugansk. Các hiệp ước hữu nghị được Duma Quốc gia phê chuẩn với 400 phiếu thuận cho hiệp ước giữa Nga và CHND Lugansk và 399 phiếu thuận cho hiệp ước giữa Nga và CHND Donetsk. Bốn ngày sau tức vào ngày 25 tháng 2 năm 2022, Bộ Ngoại giao Nga đã cử hành buổi lễ trao đổi các văn kiện hữu nghị giữa Nga và hai nước cộng hòa li khai.

## Nội dung
Theo điều khoản của các hiệp định, các bên sẽ củng cố mối quan hệ trên cơ sở "tôn trọng lẫn nhau đối với chủ quyền và toàn vẹn lãnh thổ, giải quyết các tranh chấp trong hòa bình, không sử dụng vũ lực hoặc đe dọa sử dụng vũ lực, trong đó bao gồm biện pháp gây áp lực về kinh tế và các biện pháp gây áp lực khác." Hiệp định cũng yêu cầu các bên hợp tác chặt chẽ trong lĩnh vực ngoại giao cũng như tổ chức các buổi lấy ý kiến để "đảm bảo quốc phòng, duy trì hòa bình và an ninh chung." Theo văn kiện trên, "nhu cầu, hình thức và số lượng viện trợ mà một bên cung cấp cho bên còn lại để giúp loại bỏ mối đe dọa phát sinh trong tương lai sẽ được xác định trong các buổi lấy ý kiến trên."